# Genin (Lübeck)
Das ehemalige Dorf Genin ist heute Teil des Lübecker Stadtteiles Lübeck-Moisling und des Stadtbezirkes Alt-Moisling/Genin.

## Lage
Genin liegt südwestlich der Hansestadt Lübeck am ehemaligen Lauf der Stecknitz, deren Altarme noch erkennbar sind, in dem Winkel, der durch die Mündung der Stecknitz in die Trave gebildet wurde. Seit 1887 war Genin mit Moisling durch eine Brücke über die Stecknitz verbunden. Anstelle der Stecknitz befindet sich seit 1900 der Elbe-Lübeck-Kanal. Seit einigen Jahren befindet sich in der Nähe das Autobahnkreuz Lübeck (Autobahnen 1 und 20).

## Geschichte

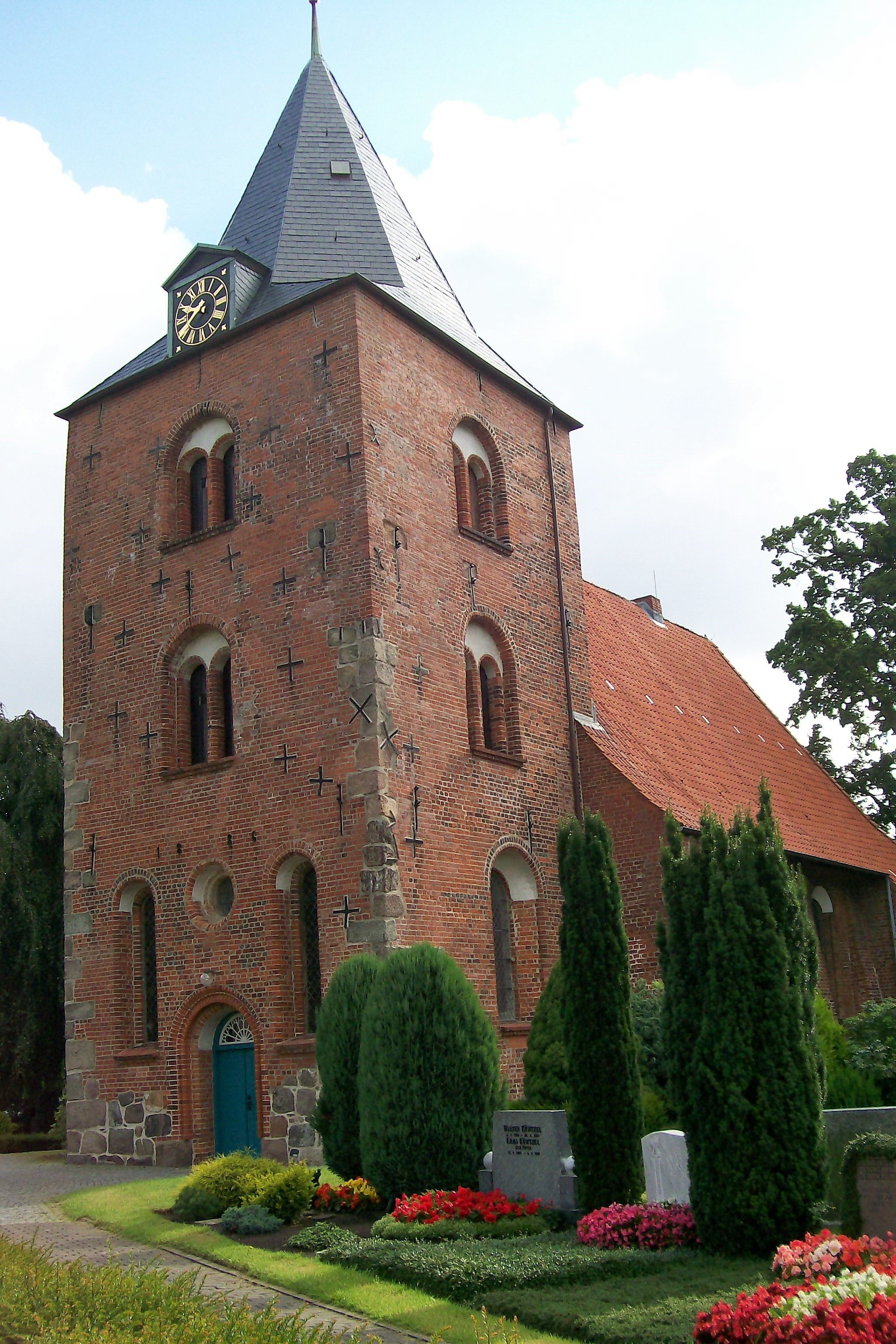
St. Georg Genin

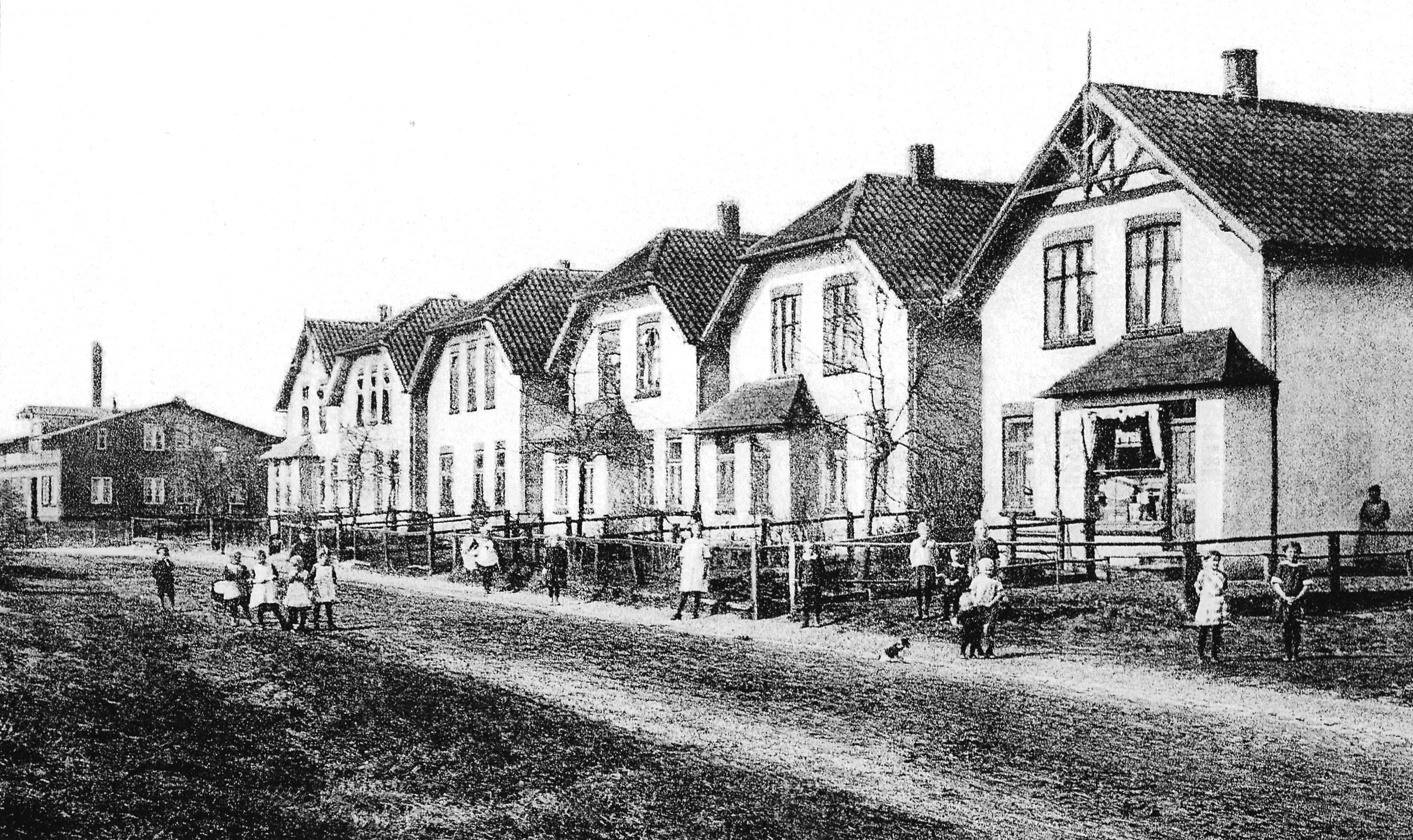
Partie in Genin, um 1910.

Das Dorf Genin wurde bereits 1149 von Graf Adolf II. von Schauenburg Bischof Vizelin als Ausstattung des zu diesem Zeitpunkt noch in Oldenburg befindlichen Bistums geschenkt. 1163 wurde diese Schenkung dem Domkapitel bei seiner weiteren Dotierung des Bistums nach dessen Verlegung nach Lübeck unter Bischof Gerold aus Anlass der Stiftung von Dom und Domkapitel bestätigt. Die endgültige Loslösung von Holstein geschah erst 1326, im Zuge des Baus der Landwehr und des Lübecker Landgrabens. Unter den Kapitel-Kirchdörfern gehörte Genin von diesem Zeitpunkt an bis zur Säkularisation 1803 zur kleinen Gruppe der Landwehrdörfer, also der Kapitel-Kirchdörfer, die innerhalb der Lübecker Landwehr lagen. Als weitere Besonderheit verfügte Genin als einziges Dorf des Lübecker Domkapitels mit der erstmals 1337 erwähnten Kirche St. Georg über eine eigene Kirche, sieht man von der Kapelle in Hamberge einmal ab. Eingepfarrt waren Moisling, Vorrade, Ober- und Nieder-Büssau, Moorgarten und Niendorf. 1803 wurde die Dorfschaft infolge des Reichsdeputationshauptschlusses an den Lübeckischen Staat abgetreten.
Zu Genin gehörte die Geniner Ziegelei, an der Chaussee von Lübeck nach Genin etwa 1 km nordöstlich vom Dorf gelegen. 1885 hatte Genin 321 Einwohner in 63 Haushaltungen, die hauptsächlich Landwirtschaft betrieben.